# Ржевский округ
Рже́вский округ — административно-территориальная единица Западной области РСФСР, существовавшая в 1929—1930 годах.
Ржевский округ был образован 1 октября 1929 года. Центром округа был назначен город Ржев.
Округ был разделён на 16 районов:
- Бельский
- Высоковский
- Ельцовский
- Зубцовский
- Каменский
- Кармановский
- Луковниковский
- Молодотудский
- Нелидовский
- Оленинский
- Погорельский
- Ржевский
- Селижаровский
- Старицкий
- Степуринский
- Сычёвский

30 июля 1930 Ржевский округ, как и большинство остальных округов СССР, был упразднён. Его районы отошли в прямое подчинение Западной области.